# 因瑟尔航空
因瑟尔航空（荷蘭語：Insel Air）是一間荷屬加勒比的航空公司，亦是庫拉索的國家航空公司。其總部設在庫拉索首府威廉斯塔德。
截至2015年8月，因瑟尔航空服務加勒比地區、南美洲和北美洲23個航點。其機隊設有麥道MD-82和MD-83、福克70和福克50等客機。因瑟尔航空的樞紐設於庫拉索國際機場和貝婭特麗克絲女王國際機場。因瑟尔航空於1993年9月8日註冊成為有限公司，並在庫拉索商工會以號碼64577註冊。

## 歷史

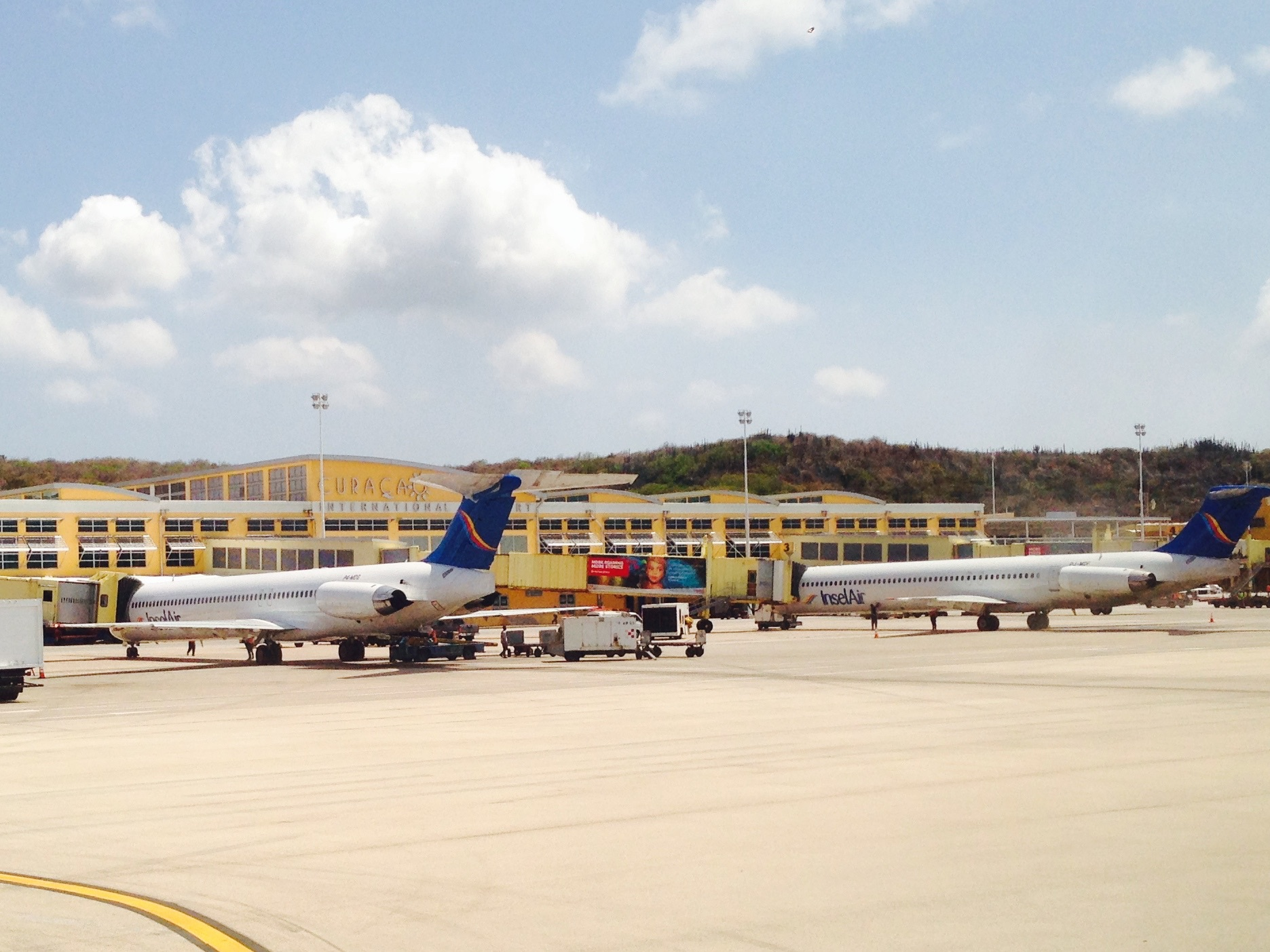
因瑟尔航空MD-80客機

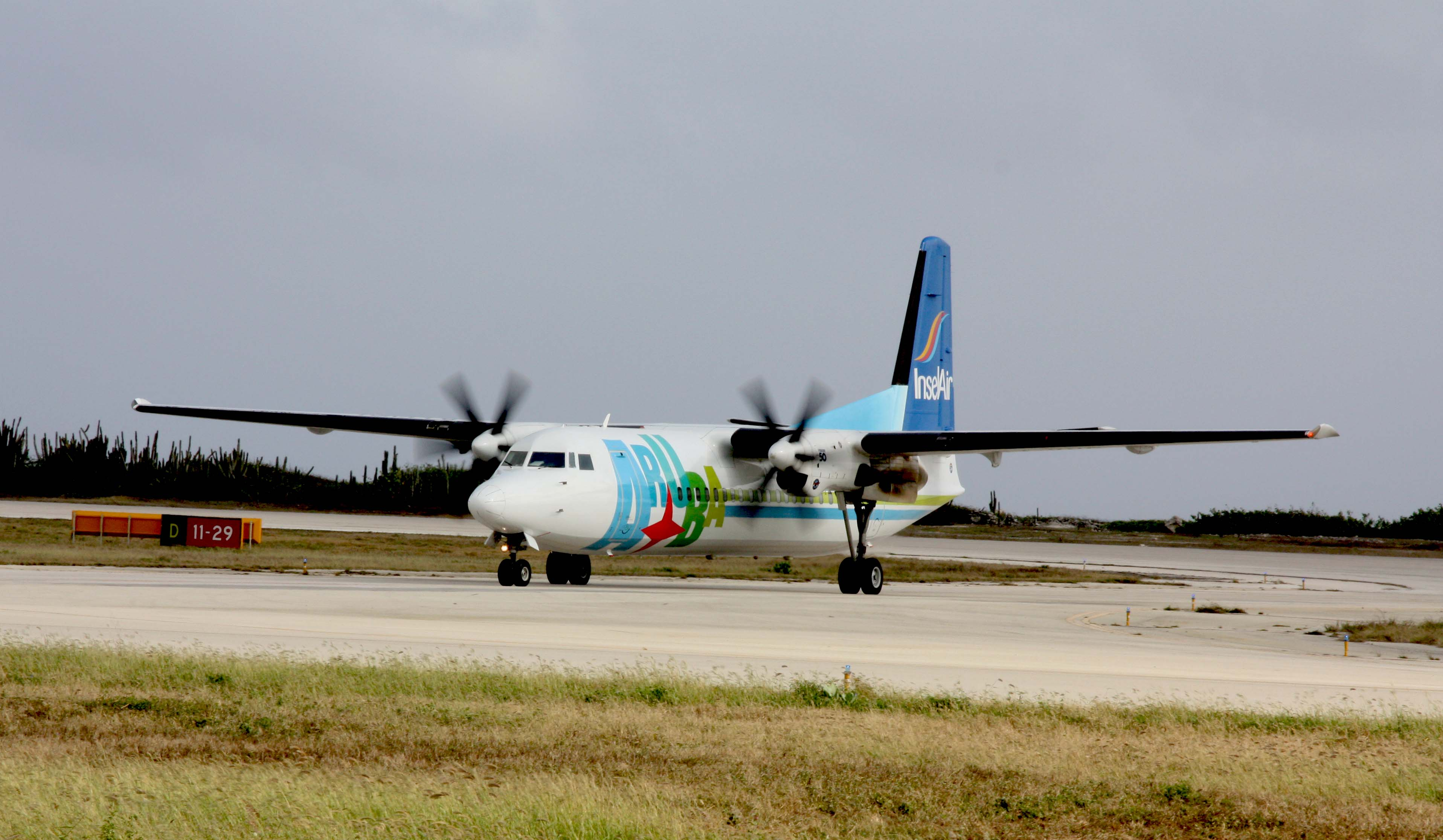
因瑟尔航空阿魯巴分公司福克50客機

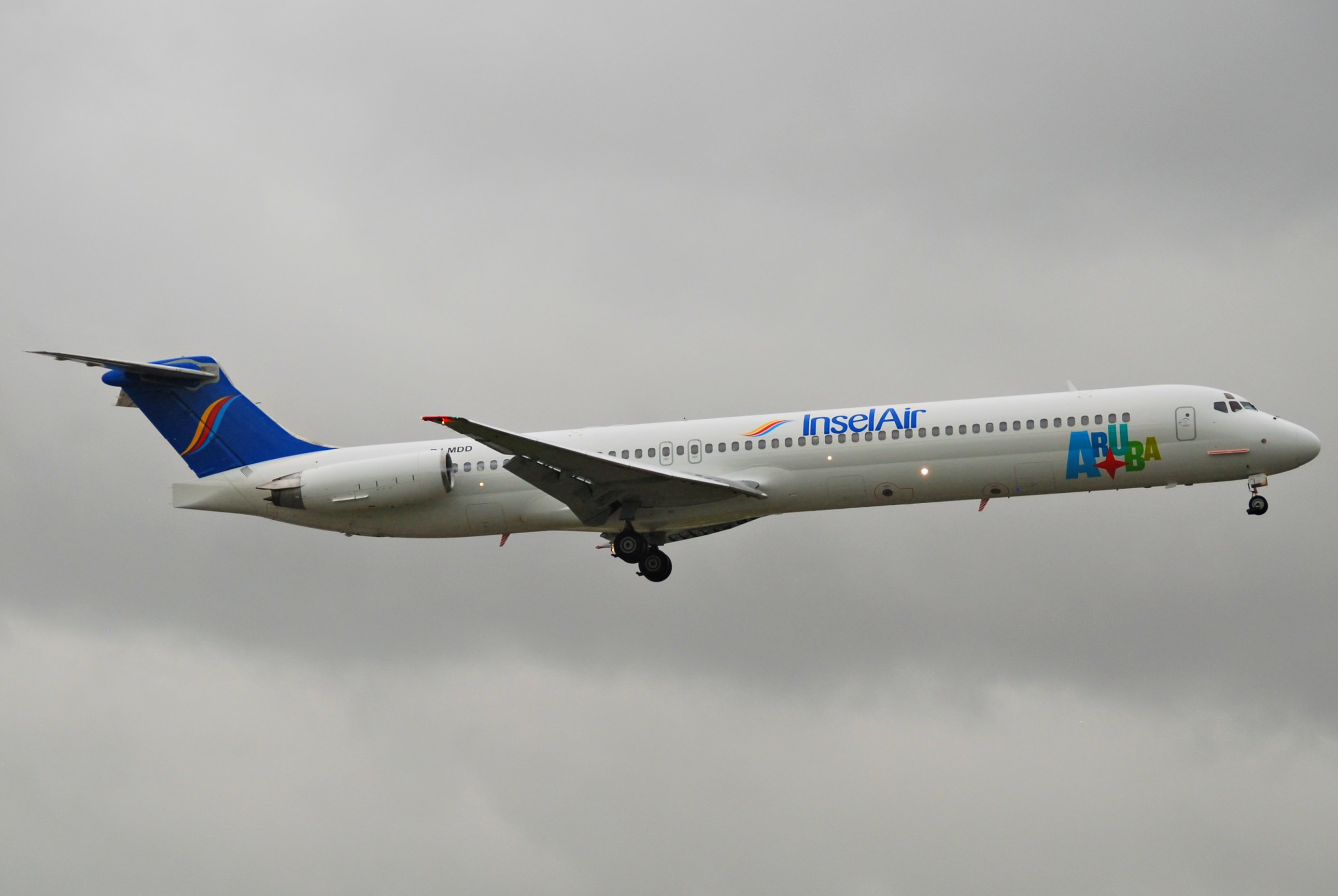
因瑟尔航空阿魯巴分公司MD-82客機

### 2006年至2010年
因瑟尔航空於2006年8月28日開始運營，首班航班由庫拉索飛往阿魯巴。其後，因瑟尔航空亦開辦博奈尔和委內瑞拉拉斯彼德拉斯的航線。
2007年1月，因瑟尔航空開辦荷屬聖馬丁航線，以麥道MD-83運行，2008年6月增加一班以麥道MD-82運行的航班。同時，因瑟尔航空亦開辦由庫拉索和波內赫飛往美國邁阿密的航班。
2009年9月，因瑟尔航空接收第二架麥道MD-82客機，註冊編號為N434AG，是當時唯一擁有「螺絲刀機尾」的麥道MD-80客機。因瑟尔航空分別在2009年12月4日和2011年5月接收第三和第四架麥道MD-82客機，並增設麦德林、夏洛特、巴基西梅托和加拉加斯航點。
從此，因瑟尔航空發展成機隊數量達13部的航空公司，其中11部由因瑟尔航空自行擁有。

### 2011年至2015年
隨著麥德林和夏洛特航線的開辦，因瑟尔航空在2011年5月12日引入第五架麥道MD-80客機。此外亦開辦马瑙斯和巴兰基亚航線。
因瑟尔航空在2011年11月完成国际航协运行安全审计，並加入拉丁美洲和加勒比航空运输协会。
2012年11月16日，因瑟尔航空宣佈開辦往返庫拉索和马拉开波的航線，並在同年12月14日正式開辦。2012年，因瑟尔航空阿魯巴分公司獲得民用航空運輸業許可證，並宣佈開辦13條新航線。
2014年6月，因瑟尔航空阿魯巴分公司開設首批新航線，包括邁阿密、華倫西亞、加拉加斯和喬治敦，其中喬治敦航線由阿魯巴分公司首辦。因瑟尔航空在2014年7月亦開辦了羅馬納航線。因瑟尔航空亦從荷蘭皇家航空購入3架福克70，首架在2014年7月12日投入服務。這批福克70將同時服務阿魯巴和庫拉索出發的航線。因瑟尔航空並在同年淘汰EMB-110客機。
2015年，因瑟尔航空成為加勒比最大的航空公司，共有140萬名旅客，僱用約650名職員，開設52班直航航班服務21個航點，並計劃增加至27個航點。

## 協議
因瑟尔航空並非航空聯盟的成員，但與荷蘭皇家航空設有代碼共享協議，並與以下航空公司設有聯程協議：
- 向風群島航空
- 柏林航空
- 巴西高爾航空
- 哥倫比亞航空
- 漢莎航空
- 法國航空

### 因瑟尔航空和荷蘭皇家航空
自2011年3月27日起，持荷蘭皇家航空的機票可飛往所有因瑟尔航空的航點，乘客可持一張設有自動行李轉移的機票在庫拉索或荷屬聖馬丁轉乘因瑟尔航空的航班。
聯程協議適用於前往京斯敦、聖胡安、聖多明哥、太子港和拉斯彼德拉斯的航班。
2012年12月1日，荷蘭皇家航空和因瑟尔航空達成代碼共享協議。

## 飛行里程計劃
因瑟尔航空的飛行里程計劃稱為「因瑟尔星星里程計劃」，根據里數儲取積分並設有優先辦理登機手續和增加行李限額的優惠。因瑟尔星星里程計劃分為基本、銀、金及鑽石四個級別。

## 目的地
因瑟尔航空透過其在庫拉索和阿魯巴的樞紐飛往巴西、加勒比地區、哥倫比亞、美國和委內瑞拉23個航點。
| [樞紐]   | 樞紐機場   |
| [未來]   | 未來航點   |
| [季節性] | 季節性航點 |
| ¤        | 重點機場   |
| #        | 已停飛航點 |

## 機隊
截至2015年5月，因瑟尔航空設有以下客機：

### 已退役機隊
- 1架EMB-110
- 1架麥道MD-80

## 機上服務
因瑟尔航空在航程超過45分鐘的航班提供機上服務。舒適經濟艙的乘客獲供應酒精飲品、高級食品、本地報刊及舒適經濟艙旅行包。經濟艙的乘客則有免費食品及飲品、本地報刊及有機會參與門票抽獎活動。
因瑟尔航空的所有航班均提供機上雜誌《INsights》。

## 外部連結
- 因瑟尔航空官方網站